# Ягуар (фільм, 1996)
«Ягуар» (фр. Le Jaguar, 1996) — фільм із серії кінострічок про Жана Кампана і Франсуа Перрена. У головній ролі знявся французький актор Жан Рено.

## Сюжет
Найповажніший шаман з індіанського племені верхів'їв Амазонки, великий Вану, прибув до Франції для урядових переговорів у зв'язку з хижацькою вирубкою амазонських лісів. Піднімаючись у ліфті в номер готелю разом з супровідним перекладачем-охоронцем Кампана, індіанець виявив надзвичайний інтерес до одного француза. Цим французом виявився Франсуа Перрен. Індіанець оголосив Франсуа «обраним». Індіанця  Вану  несподівано покидають сили, його госпіталізують у відділення реанімації. Індіанець встигає повідомити, що хтось викрав його душу, і потрібен герой, який вирушить на її пошуки. З незрозумілих причин вибір  Вану  падає саме на Перрена, він виявляється «обраним». Рятуючись від переслідувачів,  Перрен  разом з  Кампана  вирушає в ліси Амазонки шукати душу Вану, і з ним починають відбуватися настільки неймовірні події, що все його минуле життя здається йому сущою дрібницею.

## У ролях
- Жан Рено — Жан Кампана
- Патрік Брюель — Франсуа Перрен
- Гаррісон Лоу — Вану
- Патрісія Веласкес — Мая
- Денні Трехо — Кумарі
- Ролан Бланш — Мулін
- Франсуа Перро — Мателако
- Франсіс Лемер — Стівенс
- Александра Вандернот — Анна